# Schwarzer Rabe (1626)
«Schwarzer Rabe» (пол. "Czarny Kruk", укр. "Чорний крук") — флейт XVII ст., що певен час ходив під прапором Речі Посполитої.

## Історія
Нідерландський флейт у час польсько-шведської війни був конфіскований (1626/27) через перевезення товарів для шведів. Був озброєний 16 гарматами і залучений до військового флоту як «Schwarzer Rabe». Під командуванням Олександра Блайра входив до першої ескадри 28 листопада 1628 р. у битві під Оливою (рейд Гданська).[джерело?] Переслідував відступаючі кораблі шведів. Після битви королівські комісари зняли з корабля половину гармат і солдатів морської піхоти.
У складі ескадри з "Meerweib" (1623), «Gelber Löwe» i «Feniks» був висланий 15 квітня 1628 на розвідку, де 19 квітня разом із «Feniks» затримав англійський корабель з товарами для Швеції. До 2 травня 1628 роззброєний і виведений зі складу військового флоту. Його доля як торгового корабля невідома.